# Imaklimiut
Imaklimiut, eskimsko pleme s Big Diomede (nazivan i Imaqliq, Nunarbuk ili Ostrov Ratmanova) u Beringovom prolazu, Rusija. Ostali nazivi za njih su Acjuch-Aliat (Dall), Imakleet (Wells i Kelly ), Imaklitgmut i Inalugmiut.